# أبوسوم الماء
أبوسوم الماء أو اليابوق (الاسم العلمي: Chironectes minimus)، هو نوع من الأبوسوم، يتواجد في مجاري المياه العذبة والبحيرات في المكسيك وأمريكا الوسطى والجنوبية في الأرجنتين . يمتلك أقدامًا خلفية كأقدام الإوز، ومن عادته المميزة والشهيرة تظاهره بالموت عند إحساسه بالخطر.